# IC 523
IC 523 је спирална галаксија у сазвјежђу Рак која се налази на листи објеката дубоког неба у Индекс каталогу.
Деклинација објекта је + 9° 8' 54" а ректасцензија 8h 53m 11,2s. Привидна величина (магнитуда) објекта IC 523 износи 13,7 а фотографска магнитуда 14,5. IC 523 је још познат и под ознакама UGC 4652, MCG 2-23-9, CGCG 61-18, PGC 24948.